# باول ستيفنز (ممثل)
باول ستيفنز (بالإنجليزية: Paul Stevens)‏ هو ممثل أمريكي، ولد في 17 يناير 1921 بلوس أنجلوس في الولايات المتحدة، وتوفي في 4 يونيو 1986 بنيويورك في الولايات المتحدة.

## أعمال

### أفلام
- (1960) إكسدس
- (1970) باتون[2][3]

## وصلات خارجية
- باول ستيفنز على موقع IMDb (الإنجليزية)
- باول ستيفنز على موقع ألو سيني (الفرنسية)
- باول ستيفنز على موقع أول موفي (الإنجليزية)
- باول ستيفنز على موقع قاعدة بيانات برودواي على الإنترنت (الإنجليزية)
- باول ستيفنز على موقع قاعدة بيانات الأفلام السويدية (السويدية)
- باول ستيفنز على موقع قاعدة بيانات الفيلم (الإنجليزية)
- باول ستيفنز على موقع كينوبويسك (الروسية)